# 上尾市立上平中学校
上尾市立上平中学校（あげおしりつ かみひらちゅうがっこう）は、埼玉県上尾市菅谷にある公立中学校。

## 沿革
- 1947年（昭和22年）4月-学制改革により上平村立上平中学校設置(上平村字南102番地)
- 1947年（昭和22年）5月-開校式挙行、5学級、生徒数195名、上平小学校に3教室、少林寺堂内に2教室（5月1日を開校記念日とする）
- 1948年（昭和23年）10月-校舎新築室1付属建物176坪（上平村大字菅谷137番地）
- 1953年（昭和28年）9月-特別教室（理科室、理科準備室、家庭科室、美術室、音楽室）計112坪新築
- 1955年（昭和30年）1月-町村合併により校名を上尾町立上平中学校と改称
- 1957年（昭和32年）12月-図書室20坪増築、校旗制定、創立10周年記念式典挙行
- 1958年（昭和33年）3月-校歌制定 
  - 7月-市制施行により上尾市立上平中学校と改称
- 1964年（昭和39年）1月-校地拡張　北側　1,047坪（3,461平方メートル）
- 1965年（昭和40年）2月-鉄筋校舎増築
- 1969年（昭和44年）3月-体育館落成（床面積756平方メートル）
- 1970年（昭和45年）2月-燃料庫新築（4.95平方メートル）
- 1973年（昭和48年）3月-3階鉄筋校舎（12教室）落成
- 1974年（昭和49年）3月-プール完成
- 1976年（昭和51年）4月-上尾市立東中学校新設にともない中平塚上平塚、錦町、上平塚（一部）が東中へ分離
- 1977年（昭和52年）6月-5階建鉄筋校舎増築落成（普通教室 9教室管理室、特別教室 7教室）
- 1977年（昭和52年）8月-ロータリー新設
- 1978年（昭和53年）3月-フェンス、中庭池新設
- 1979年（昭和54年）2月-テニスコート、バレーコート、防球ネット新設
- 1980年（昭和55年）2月-校歌碑完成
- 1981年（昭和56年）3月-4階建鉄筋校舎（8教室）321.75平方メートル完成
- 1981年（昭和56年）8月-校庭散水栓設置
- 1984年（昭和59年）10月-第2グランド完成ならびに記念植樹
- 1984年（昭和59年）12月-校地西側ブロック土留めならびに植栽工事
- 1985年（昭和60年）5月-校地北側フェンス全面交換
- 1986年（昭和61年）10月-第2グランド南側防球ネット新設
- 1987年（昭和62年）4月-教育相談室設置（第1校舎2階）
- 1988年（昭和63年）6月-特殊学級開設
- 1989年（平成元年）9月-画廊設置
- 1990年（平成2年）5月-武道場完成（455平方メートル）
- 1991年（平成3年）2月-パソコン室完成（159平方メートル）
- 1992年（平成4年）7月-給食室（サテライトキッチン）完成 
  - 12月-体育館外装工事
- 1993年（平成5年）10月-校庭南側フェンスおよび防球ネット新設
- 1995年（平成7年）11月-第2グランド夜間照明灯4基設置
- 1996年（平成8年）11月-創立50周年記念式典
- 1997年（平成9年）1日-さわやか相談室完成 
  - 4月-さわやか相談員配置
  - 5月-プール改修工事
- 1999年（平成11年）3月-校地北西側フェンス全面交換 
  - 6月-「上平中学校地域ぐるみ教育実践事業」で1年間の県委嘱
- 2000年（平成12年7）月-南校舎調理室、調理台　全面改装 
  - 8月-国旗掲揚塔3本設置
- 2001年（平成13年）8月-図書室の拡張整備
- 2004年（平成16年）4月-自転車マナーアップ推進校（上尾警察署委嘱）
- 2005年（平成17年）4月-教育に関する三つの達成目標推進地域（県教委指定）
- 2006年（平成18年）11月-創立60周年記念式典 
  - 11月-上尾市教育委員会研究委嘱（学習指導）発表
- 2007年（平成19年）4月-文部科学省「豊かな体験活動推進事業」推進校(宿泊体験活動推進校）
- 2008年（平成20年）4月-文部科学省「豊かな体験活動推進事業」推進校(農山漁村ふるさと生活体験校） 
  - 4月-上尾市教育委員会研究委嘱（学習指導）
- 2009年（平成21年）9月-校舎耐震工事および各校舎トイレ全面改修工事竣工
  - 9月-上尾市教育委員会研究委嘱（体験）発表
- 2012年（平成24年）1月-文部科学省道徳教育総合支援事業
- 2013年（平成25年）11月-体育館耐震工事終了

## 部活動
- 男子ソフトテニス部・女子ソフトテニス部[1]
- ソフトボール部
- 男子バレー部・女子バレー部
- サッカー部
- 水泳部
- 陸上部
- 男子卓球部・女子卓球部
- 男子バスケットボール部・女子バスケットボール部
- あおぞら部
- 科学部[2]
- 吹奏楽部
- 演劇部
- 美術部
- 家庭科部

## 学区
大字上、大字久保、大字西門前（飛び地を除く）、大字南（飛び地を除く）、菅谷、須ケ谷、大字平塚の一部、平塚一丁目、平塚二丁目、上平中央